# Râul Mara, Tanzania

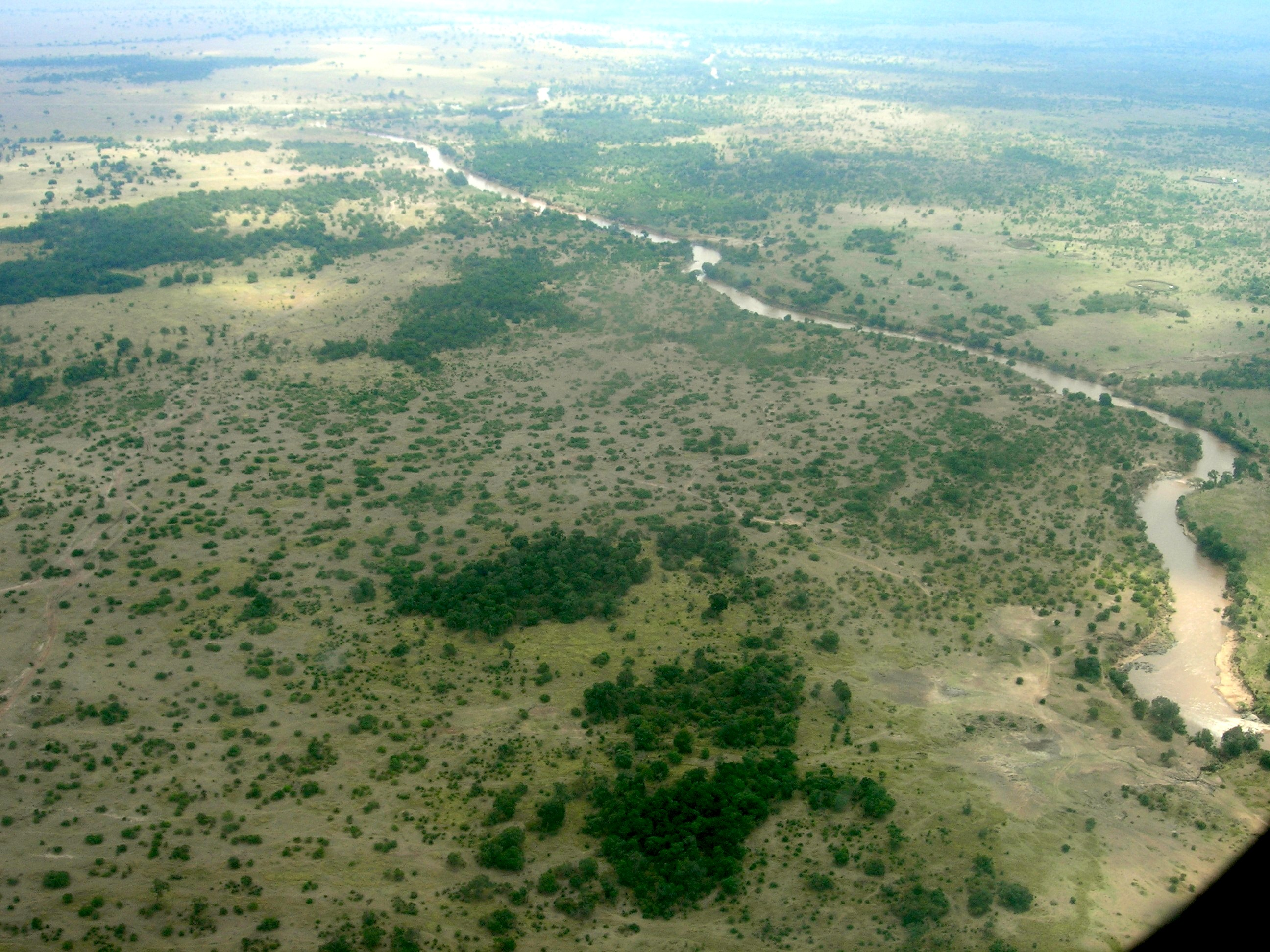
Râul Mara în Kenya

Mara este un râu din Regiunea Mara din Tanzania și din județul Narok din Kenya. 

## Cursul râului
Bazinul hidrografic al râului acoperă o suprafață de 13,504 km2, din care aproximativ 60% se află în Kenya și 40% în Tanzania.  De la izvoarele sale din zona înaltă din Kenya, râul măsoară cam 395 de km și se varsă în Lacul Victoria. Bazinul hidrografic poate fi împărțit în patru sectoare de importanță administrativă.